# De vrienden van onze vrienden
De vrienden van onze vrienden is een hoorspel van Jean Marsus. Dogi Rugani vertaalde het en de NCRV zond het uit op maandag 18 april 1966. De regisseur was Johan Wolder. De uitzending duurde 30 minuten.

## Rolbezetting
- Els Buitendijk (Lucienne Bobinet)
- Jan Borkus (Léon Bobinet)
- Frits Butzelaar (Anton Beriossev)
- Corry van der Linden (Genia Milakova)
- Maria Lindes (Carmencita)

## Inhoud
Carmencita is dienstbode bij de Zwitserse familie Bobinet in Genève. Haar spraakzaamheid beperkt zich tot de simpele woorden van ja mevrouw en nee mevrouw, hetgeen uiteraard voor- en nadelen heeft. Léon Bobinet is werkzaam bij het Kunstmuseum en gespecialiseerd in Gallo-Romaanse opgravingen. Er wordt gebeld. Het tot Amerikaan genaturaliseerde balletechtpaar Beriossev komt even de groeten brengen aan meneer Bobinet van zijn neef Francis Domenico Martinez uit San Francisco. Tenslotte zijn de vrienden van onze vrienden ook onze vrienden, nietwaar? Maar de familie Bobinet weet van niets en ze hebben nog nooit van een neef uit San Francisco gehoord. De gasten gedragen zich nogal “uitbundig” en niet het minst tegenover de Spaanse Carmencita, van wie ze menen dat ze veel geschikter is voor het ballet dan het schillen van aardappelen… Ja, mevrouw Bobinet heeft een prima ballerina van de allerbeste soort in dienst. Maar mevrouw Bobinet begrijpt er niets van. De vrienden van je neef Francis, een stel gekken of boeven zijn het! Of had Domenico Martinez “Genova” gezegd, en dat wil toch zeggen Genua? Ja, ja, u hebt zich vergist in de naam en daardoor in de stad en daardoor in Bobinet…Zou dit de oplossing zijn van de neef uit San Francisco of bestond er misschien “belangstelling” voor het museum? Of zou Carmencita zo geschikt zijn voor de Spaanse balletfiguur in de “Portes de l’Orient”?